# Granville Street Bridge
Die Granville Street Bridge ist eine Fachwerkbrücke aus Stahl in Vancouver, in der kanadischen Provinz British Columbia. Sie überspannt als eine von drei Brücken, südöstlich der Burrard Street Bridge und nordwestlich der Cambie Bridge, den False Creek und verbindet dabei den südlich gelegenen Stadtteil Fairview mit dem nördlich gelegenen Stadtteil Downtown Vancouver. Den größten Teil ihrer Länge (etwa 90 %) führt die Brücke über Land und nur einen kleinen Teil wirklich über Wasser. Ein Teil der Landstrecke, der am südlichen Ende, den sie überspannt, ist Granville Island.
Die Brücke ist stark befahren, da über sie der Highway 99 führt. Außerdem führen mehrere der städtischen Buslinien von TransLink über die Brücke.

## Geschichte
Die erste Brücke an dieser Stelle wurde 1889 eröffnet und war eine 732 Meter lange, hölzerne Trestle-Brücke. Als zweite Brücke an dieser Stelle wurde dann 1909 eine stählerne Drehbrücke eröffnet. Im Jahr 1954 wurde die zweite Brücke dann durch die aktuelle, dritte Granville Street Bridge ersetzt.

## Trivia
Die dritte Granville Street Bridge war bei ihrer Eröffnung die breiteste Brücke in Nordamerika und übertraf die bis dahin breiteste Brücke, die Brooklyn Bridge, um lediglich einen Zentimeter.
Die erste Person, nach den offiziellen Persönlichkeiten, welche die dritte Brücke bei Eröffnung in einem Auto überquerte, war eine Frau. Dieselbe Frau hatte auch schon die zweite Brücke als erste Person in einem Auto, nach den Offiziellen, überquert.